# Комітет з даних для науки і техніки
Комітет з даних для науки і техніки (англ. Committee on Data for Science and Technology, CODATA) — заснований у 1966 міждисциплінарний комітет при Міжнародній раді з науки. Його мета — збір, критична оцінка, зберігання й розповсюдження даних, важливих для науки й технології.
В 1969 році заснована Робоча група з фундаментальних сталих, яка ставить перед собою мету періодично постачати наукову й інженерну спільноту рекомендованими значеннями фундаментальних фізичних констант. Перший набір констант було опубліковано в 1973 році, потім у 1986, 1998, 2002, 2006, 2010, 2014 (поточний набір) роках.